# Bruno Valoušek

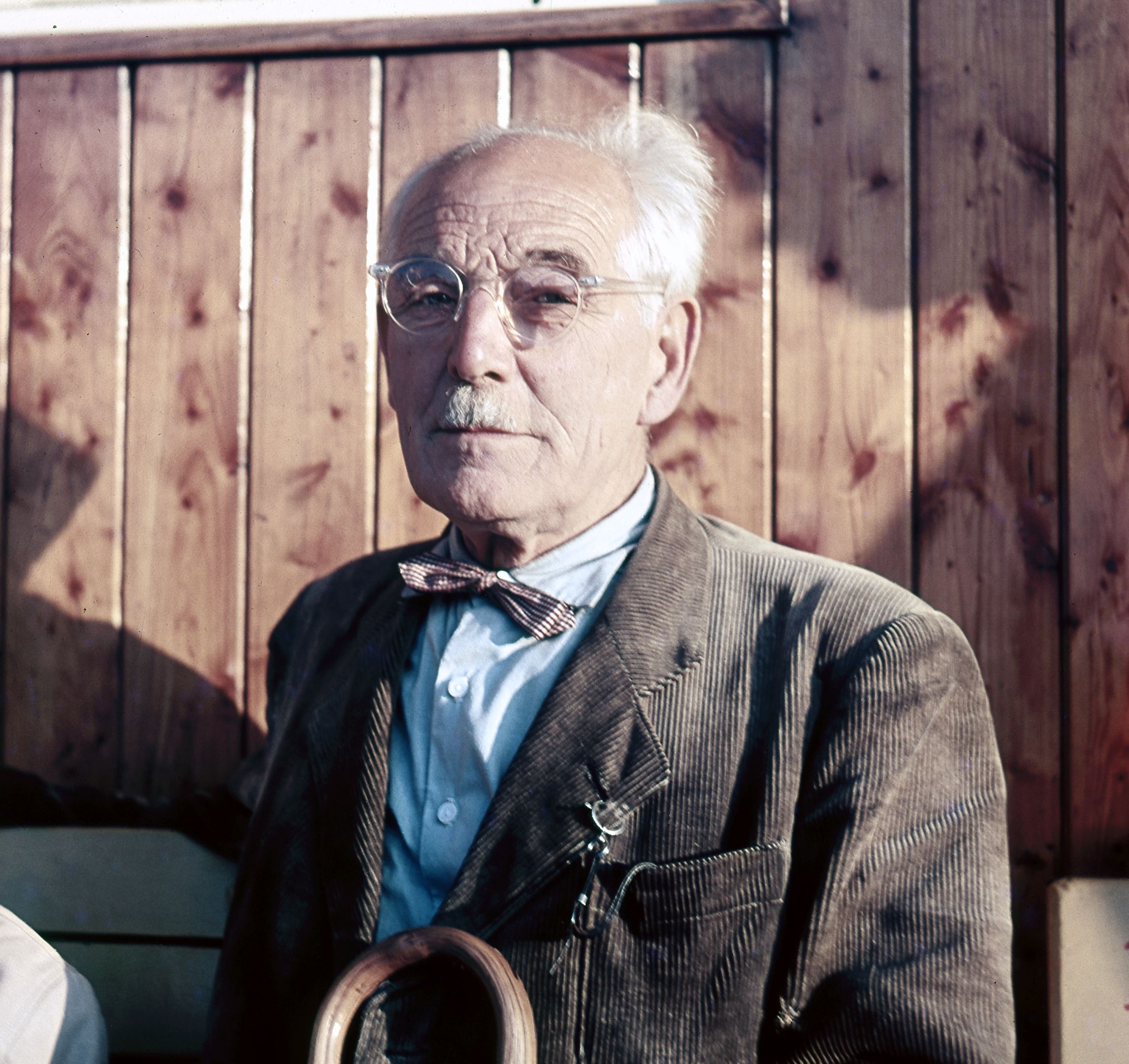
Bruno Valoušek na bývalém autobusovém nádraží ve Zlíně, počátek 60. let 20. století

Bruno Valoušek (8. ledna 1888 Jičín – 9. října 1971 Brno) byl český pedagog. V letech 1898–1906 studoval na Lepařově gymnáziu v Jičíně. Poté absolvoval obor přírodopis-fyzika-matematika na FF UK v Praze (aprobace také pro zpěv). Po profesoru Valouškovi je pojmenována ulice v brněnské městské části Bystrc.

## Dílo
Zabýval se pedagogikou přírodních věd a hudbou a objevil několik nových zoologických druhů (zejména korýšů).
Z pozice lektora pro metodiku přírodopisné didaktiky a pedagogiky na PřF MU a státního úředníka pro výchovu učitelů přírodních věd se zasloužil nejen o budování školních přírodopisných laboratoří, ale také o vybudování Mendelovy zahrádky v Brně a Zoologické zahrady v Brně.
Je zakladatelem výchovných a vzdělávacích aktivit v brněnské ZOO. Působil zde od roku 1955 až do své smrti. Profesor Valoušek mimo jiné založil kroužek mladých biologů, na jehož základě vznikla v roce 1978 Stanice mladých přírodovědců.

## Publikace
- VALOUŠEK, B., Přehled forem přírodopisného vyučování, 1944.
- VALOUŠEK, B., Včelník rakouský [Dracocephalum austriacum L.], nová rostlina na Moravě, 1928.